# 곰포돈트류
곰포돈트류(Gomphodontia)는 디아데모돈과, 트리라코돈과 및 트레버소돈과가 속해있는 신곰포돈트류가 속해있는 키노돈트 분류군이다. 곰포돈트류는 현재 포유류의 송곳니와 유사한 비교적 덜 뾰족한 송곳니를 가지고 있다. 곰포돈트류의 다른 특징은 깊은 광대뼈, 3개 이상의 첨두가 있는 윗쪽 어금니, 2개의 첨두가 있는 아래쪽 어금니가 있다. 곰포돈트류는 대부분 초식성이거나 아니면 잡식성으로 추정된다. 곰포돈트류는 트라이아스기 내내 살았었고 트라이아스기가 끝남과 동시에 절멸하였다. 곰포돈트류의 화석은 아프리카 남부, 아르헨티나, 브라질 남부(특히 팔레오로타 지질공원), 북아메리카 동부, 유럽, 중국, 남극 등 광범위한 지역에 걸쳐 발견된다. 곰포돈트라는 학명은 1895년 고생물학자 해리 실리(Herry Seely)에 의해 명명되었다. 실리는 곰포돈트를 키노돈트아목이 아닌 아노모돈트아목에 분류했었다. 하지만 1930년대에 곰포돈트는 키노돈트의 속하는 것으로 간주되었으며 디아데모돈과, 트리라코돈과, 트레버소돈과, 트리틸로돈과가 하위 분류군으로 분류되었는데 트리틸로돈과는 현재 곰포돈트류 보다는 현생 포유류와 더 가까운 것으로 밝혀져, 현재는 포유양류에 속한다.